# Sant Julià i Santa Basilissa del Soler

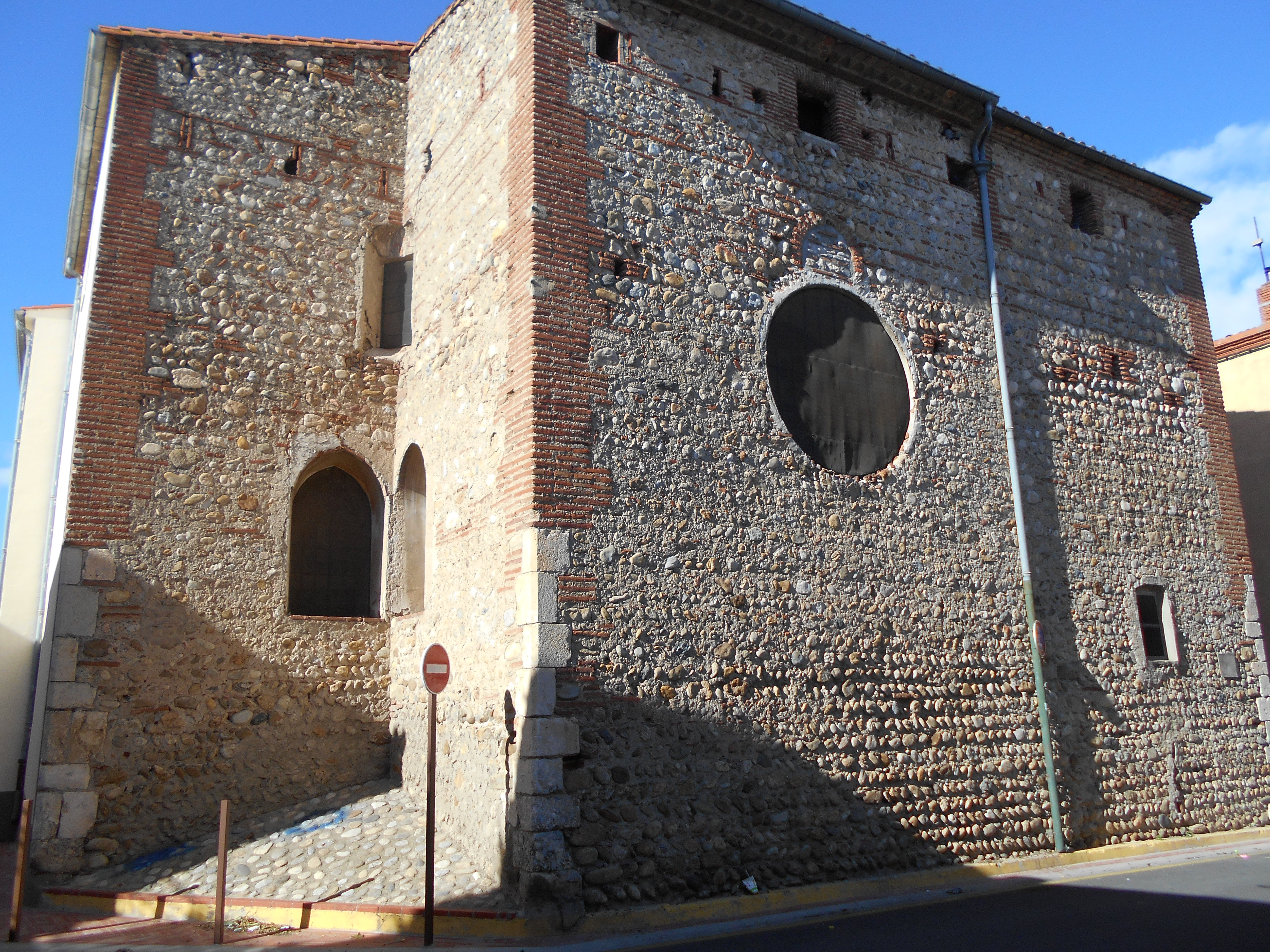
Capçalera de l'església

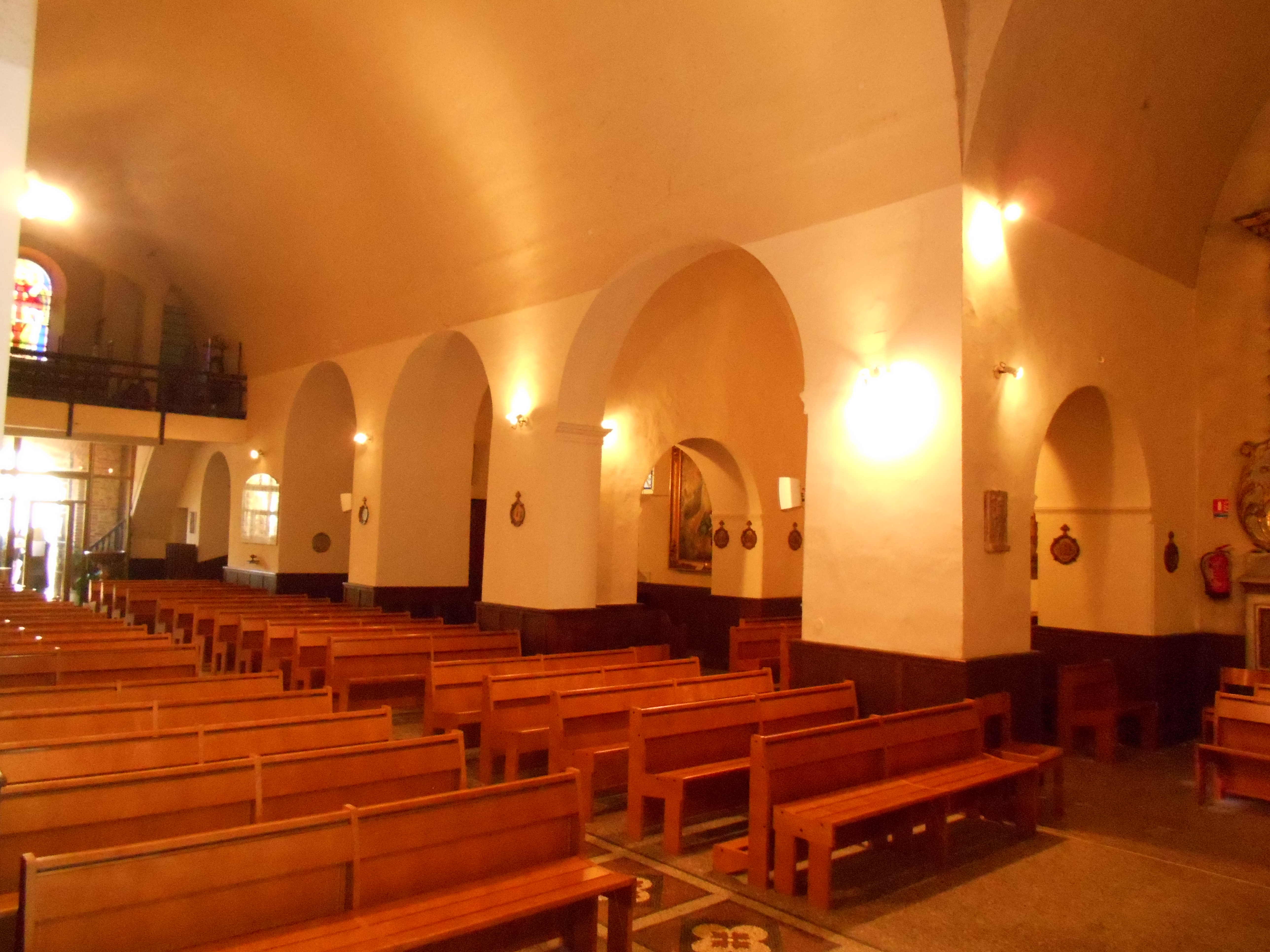
Naus central i col·lateral nord

Sant Julià i Santa Basilissa del Soler és l'església parroquial del poble del Soler, a la comarca del Rosselló (Catalunya del Nord).
Està situada al bell mig del poble vell del Soler, entre els carrers del Coronel Cayrol i de la Tet.

## Història
La primitiva església dedicada a sant Julià i santa Basilissa és esmentada des del 959. Des del 1223 entrà en la jurisdicció directa de l'església d'Elna, juntament amb el castell i la seva capella de Sant Domènec.
El 5 de juliol del 1554 es posava la primera pedra de l'església actual, tal com indica una placa de marbre blanc encastada en el mur lateral de l'entrada actual del temple. El lloc on està situada és molt probablement el mateix de la primitiva església, que devia ser romànica, i de la qual no en queda ni rastre.

## L'edifici

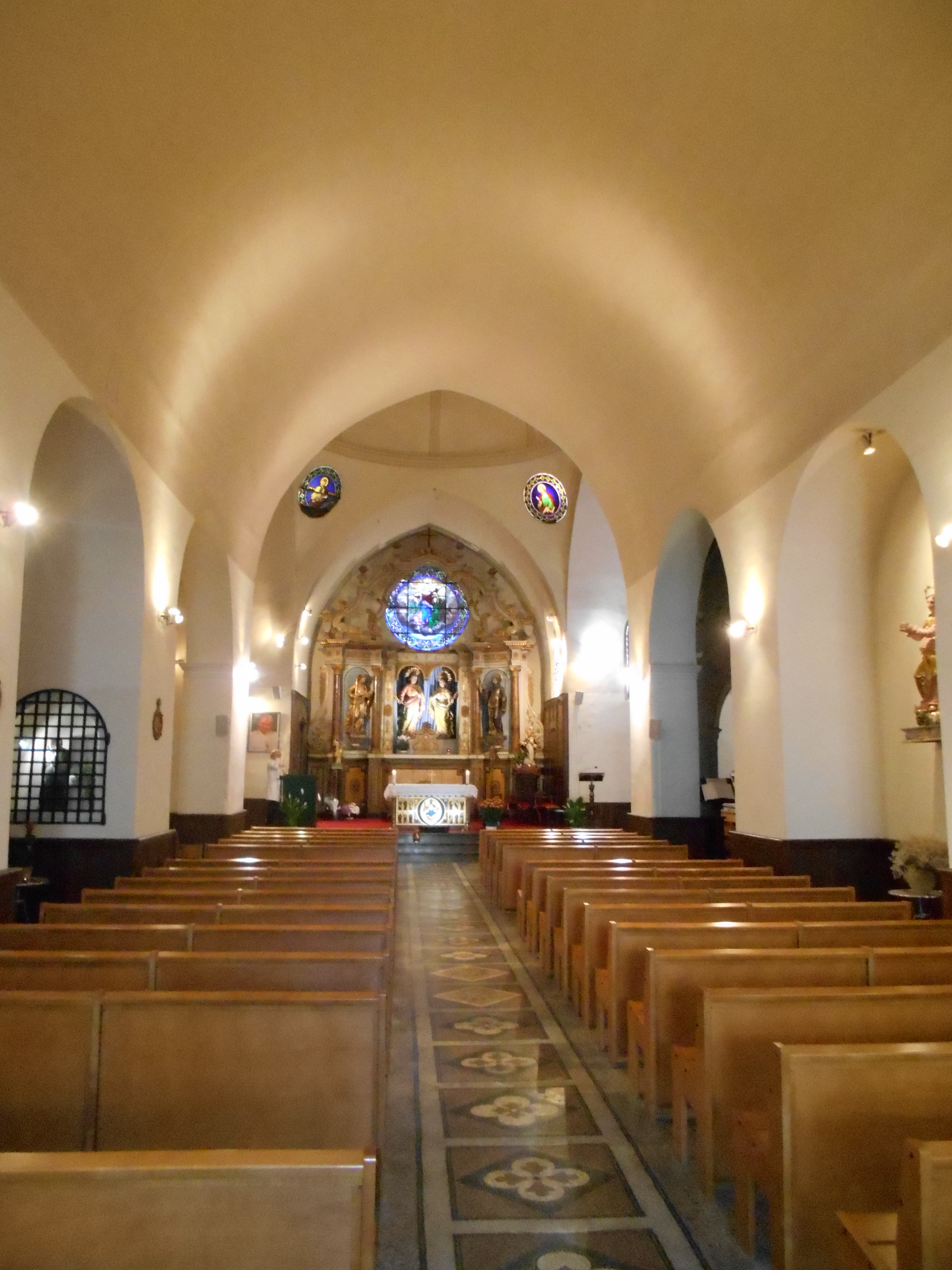
Nau central i presbiteri

Es tracta d'un edifici majoritàriament barroc, construït entre 1554, com s'ha dit anteriorment, i 1763, moment en què s'acaba una de les capelles laterals. Serva entre els seus béns retaules i imatgeria d'aquell mateix estil artístic, com els retaules dels sants patrons, Julià i Basilissa, el de la Mare de Déu del Roser, el de Sant Domènec, probablement procedent de la capella de Sant Domènec del Castell, ara en ruïnes, i el de la capella del Sant Crist. També hi destaquen diverses imatges de sants i de la Mare de Déu, entre els quals destaca una imatge gòtica, del segle xv, de sant Honorat. Hi ha una pica beneitera del 1686 feta amb marbre de les Caunes, procedent de Baixàs.

## Les restes de l'església vella
De l'església primitiva, a la qual substituí l'edifici parroquial actual, només roman dempeus la façana meridional, feta amb còdols de riu units amb morter. És una obra romànica tardana, possiblement del segle xiii.